# L.A. Gigolo
L.A. Gigolo (originaltitel: Spread), är en amerikansk romantisk komedifilm från 2009 med Ashton Kutcher och Anne Heche.

## Om filmen
L.A. Gigolo regisserades av David Mackenzie. Den släpptes under de alternativa titlarna L.A. Gigolo i Danmark, Norge, Finland och Sverige, Toy Boy i Frankrike och Tyskland, och som S-Lover i Sydkorea. Filmen premiärvisades på Sundance Film Festival den 17 januari 2009, och kom på bio den 7 augusti samma år. I Sverige är filmen barntillåten vilket är mycket lägre åldersgräns än USA, Storbritannien, Australien, Kanada, Frankrike, Norge, Taiwan, Sydkorea, Nya Zeeland och Argentina där filmen har 18-årsgräns.

## Rollista (urval)
- Ashton Kutcher - Nikki
- Anne Heche - Samantha
- Margarita Levieva - Heather
- Sebastian Stan - Harry
- Ashley Johnson - Eva
- Sonia Rockwell - Christina
- Rachel Blanchard - Emily
- Shane Brolly - Prince Stelio
- Eric Balfour - Sean
- Maria Conchita Alonso - Ingrid